# Leipziger Strasse
Leipziger Strasse (tyska: Leipziger Straße) är en gata i centrala Berlin. Den går genom stadsdelen Mitte, från det stora torget Potsdamer Platz i väster, till Spittelmarkt i öster. Gatan övergår i väster i Potsdamer Strasse och i öster i Gertraudenstrasse och utgör längs hela sin sträckning en del av förbundsvägen B1.
I västra änden, omedelbart intill Potsdamer Platz, återfinns Leipziger Platz, som före andra världskriget var ett centrum för Tysklands statliga administration. På Leipziger Strasse 5 låg mellan 1819 och 1919 Preussens krigsministerium.
I Detlev-Rohwedder-Haus, ursprungligen byggt 1935-1936 för Flygvapenministeriet under Nazityskland, i hörnet vid Wilhelmstrasse, ligger numera Tysklands finansministerium.

## Angränsande gator och torg
- Friedrichstrasse
- Leipziger Platz
- Potsdamer Platz
- Potsdamer Strasse
- Spittelmarkt
- Wilhelmstrasse